# 平陽の戦い (576年)
平陽の戦い（へいようのたたかい）は、中国の南北朝時代に平陽（現在の山西省臨汾市堯都区）において起こった北周軍と北斉軍の間の戦いである。

## 経緯
576年10月、北周の武帝は北斉を討つべく、越王宇文盛を右一軍総管とし、杞国公宇文亮を右二軍総管とし、随国公楊堅を右三軍総管とし、譙王宇文倹を左一軍総管とし、大将軍竇照を左二軍総管とし、広化公丘崇を左三軍総管とし、斉王宇文憲・陳王宇文純を前軍とした。対する北斉の後主は祁連池で狩猟していたところ、晋陽へと帰還した。
武帝は晋州の領域に入ると、自らは汾曲に陣を置き、斉王宇文憲に騎兵2万を率いさせて雀鼠谷を守らせ、陳王宇文純に2万の兵を率いて千里径を守らせ、鄭公達奚震に1万の兵を率いて統軍川を守らせ、大将軍韓明に5000の兵を率いて斉子嶺を守らせ、焉氏公尹升に5000の兵を率いて鼓鐘鎮を守らせ、涼城公辛韶に5000の兵を率いて蒲津関を守らせ、趙王宇文招に1万の兵を率いて華谷から北斉の汾州諸城を攻めさせ、柱国の宇文盛に1万の兵を率いて汾水関を守らせた。
北周の内史の王誼が諸軍を監督して北斉の平陽城（晋州の州治）を攻撃した。対する北斉は行台僕射の尉相貴が孤立した平陽城を守った。後主は諸軍を率いて晋陽を出立し、晋州へと向かった。北周の武帝が汾曲から平陽城下に進み、自ら督戦すると、平陽の城中は窮乏に陥った。まず北斉の行台左丞の侯子欽が城を出て北周に降った。次いで晋州刺史の崔景嵩が北城を守っていたが、夜間に遣使して北周への降伏を望んだので、王軌が部隊を率いて応対した。未明、北周の将軍の段文振が崔景嵩とともに城中に乗りこんだ。平陽城は陥落し、尉相貴とその兵8000人が捕虜となった。
このとき北斉の後主は馮淑妃とともに天池で狩猟を楽しんでいた。朝から昼にかけて晋州からの早馬が3度やってきて急を告げたが、右丞相の高阿那肱が「陛下のお楽しみを辺境の小さな兵事のために邪魔をしてはいけない」と言って奏聞させず、暮れになって平陽城が陥落したことが奏上された。後主は晋陽に帰ろうとしたが、馮淑妃が観戦を望んだので、後主は平陽に向かうこととした。
北周の斉王宇文憲が洪洞・永安の2城を攻め落とし、さらに進軍を図っていた。北斉軍が橋を焼いて守りを固めたため、宇文憲の軍は進むことができず、やむなく永安に駐屯した。永昌公宇文椿に鶏棲原に駐屯させ、柏を伐って庵を作り陣営を立てさせた。
北斉の後主は軍1万人を分けて千里径に向かわせ、また軍を分けて汾水関に進出させ、自らは大軍を率いて鶏棲原へと進んだ。汾水関の宇文盛が急を告げたので、斉王宇文憲は自らこれを救援した。汾水関を攻めた北斉軍が撤退すると、宇文盛が追撃してこれを撃破した。まもなく鶏棲原の宇文椿が北斉軍の本隊の接近を告げたので、宇文憲はまたこれの救援に駆け戻った。宇文憲は北斉軍と対陣したが、夜になっても戦いが起こらなかった。武帝が宇文憲を召還したため、宇文憲は夜間に兵を引き払った。北斉軍は鶏棲原の柏庵がそのままだったために、北周軍の撤退に気づかず、翌日になってようやく気づいた。後主は高阿那肱に前軍を率いさせて進発させた。
11月、後主率いる北斉の本隊が平陽にやってきた。北周の武帝は北斉軍の士気の高いのを見て、決戦を避けて西に帰ろうと考えはじめた。開府儀同大将軍の宇文忻や軍正の王紘がこれを諫めて決戦を勧めた。武帝はそれらの発言を認めながらも、斉王宇文憲を殿軍に置いて撤退をはじめた。北斉軍がこれを追撃すると、宇文憲と宇文忻が100騎ずつを率いて戦い、北斉の将軍の賀蘭豹子らを斬ったため、北斉軍は追撃をあきらめた。宇文憲は汾水を渡り、玉壁で武帝に追いついた。
北斉の本隊が平陽城を包囲し、昼夜なく攻めたてた。平陽城では北周の晋州刺史の梁士彦が防戦の指揮をとり、婦人を含む軍民を動員して城を修復しつつ戦った。北周の武帝は斉王宇文憲に兵6万を率いさせて涑水に駐屯させ、平陽を支援させた。北斉軍は平陽城を攻めるための地下道を掘り、城内まで掘り進めて、後は兵士を乗りこませる手筈というところまでこぎつけていた。しかし北斉の後主がこれを止めさせ、馮淑妃を呼んでこれを観覧させようとした。馮淑妃がなかなかやってこない間に、城内の北周の人が木で地下道を塞いでしまったため、平陽城は陥落しなかった。
北周の武帝はひとたび長安に帰ったが、再び出立し、黄河を渡って諸軍と合流した。12月、武帝は高顕に入り、斉王宇文憲を平陽へと先行させた。武帝はおよそ8万人を集めて平陽を包囲する斉軍に迫った。
先立って北斉軍は北周軍の来援に備えて、城南に堀を穿ち、喬山から汾水を引き込んでいた。後主は堀の北に陣を布き、武帝は堀に阻まれて対峙は朝から暮れまで及んだ。後主は北周軍と決戦すべきかどうか迷い、高阿那肱に相談すると、高阿那肱は退いて高梁橋を守るよう勧めた。しかし後主の側近たちは「彼もまた天子、我もまた天子。彼なお能く遠く来たるに、我何ぞ塹を守りて弱を示さん」と言って煽り立てた。そこで後主は堀を埋め立てて決戦する気になった。武帝は堀の埋め立てを見て喜び、諸軍に攻め掛からせた。
後主は馮淑妃と馬を並べて観戦していたが、東側の軍がやや退くのを見ると、馮淑妃が怖れて「軍敗れるかな」と言った。城陽王穆提婆もまた「大家去らん、大家去らん」と言ったので、後主は馮淑妃とともに高梁橋に逃れた。奚長や張常山らが戦場の一進一退で動揺しないよう諫めたが、穆提婆が後主の肘を引いて「この言信じ難し」と言ったため、後主は穆提婆の言に従って馮淑妃とともに北に逃れてしまった。このため北斉軍は総崩れとなり、統率を失って敗走したため、死者1万人あまりを出した。数百里の間に北斉軍が遺棄した軍資が山積した。ひとり北斉の安徳王高延宗のみが部隊の統率を維持して撤退することができた。
武帝は平陽城に入り、梁士彦と再会して防戦の労をねぎらった。武帝は自軍の将士の疲労を見て、長安に帰るつもりだったが、梁士彦は北斉軍が大敗して衆心の動揺しているこの機に一気に攻勢を掛けるよう勧めた。平陽におけるこの戦いを分水嶺に、北周は華北の統一へと向かい、対する北斉は滅亡への道に雪崩落ちることとなる。